# العذارى (نجم)
أو إبسلون الكلب الأكبر Epsilon Canis Majoris اسمه التقليدي Adhara مشتق من الاسم العربي. وهو نجم مزدوج في كوكبة الكلب الأكبر وهو ثاني ألمع نجم في الكوكبة ومن ألمع النجوم في السماء.
يبعد العذارى 430 سنة ضوئية عن الأرض. يبلغ القدر الظاهري للنجم الرئيسي +1.5 وينتمي إلى الفئة الطيفية B2. وتصل درجة حرارة سطحه 25000 كلفن ويبث إشعاع كلي يساوي 20000 ضعف من الإشعاع الشمسي الكلي. ويقدر أنه لو كان بعد هذا النجم عنا بنفس بعد الشعرى اليمانية فإنه سيكون أكثر تألقا ب 15 من تألق الزهرة في السماء. كما أنه واحد من أكثر النجوم إصداراً للأشعة فوق البنفسجية في السماء.
يبلغ القدر الظاهري لشريكه +7.5 ويتموضع بزاوية 161 درجة عن الرئيسي.